# Финал на Световното първенство по футбол 1994
Финалът на Световно първенство по футбол 1994 се проведе на стадион Rose Bowl, Пасадина, Калифорния, САЩ. Бразилия спечели Световната купа срещу Италия след изпълнението на дузпи, след редовното време и продълженията резултатът остана 0:0. След изпълнението на дузпи отборът на Бразилия победи с 3:2 и спечели на четвърти път Световната купа.

## Мачът
| 17 юли 1994 12:35 PDT |

| Бразилия | 0 – 0 (пр) | Италия |
| -------- | ---------- | ------ |
|          | (Доклад)   |        |

| Роуз Боул Пасадена 94 194 зрители Съдия: Шандор Пул |

|                                    | Дузпи |                                        |
| Марсио Сантос Ромарио Бранко Дунга | 3 – 2 | Барези Албертини Евани Масаро Р. Баджо |

| Световно първенсто по футбол 1994 Победител |
| ------------------------------------------- |
| Бразилия                                    |
| Бразилия Четвърта Титла                     |